# Caianello
Caianello község (comune) Olaszország Campania régiójában, Caserta megyében.

## Fekvése
A megye központi részén fekszik, Nápolytól 50 km-re északnyugatrara valamint Caserta városától 35 km-re északnyugati irányban. Határai: Marzano Appio, Roccamonfina, Teano és Vairano Patenora.

## Története
A település eredete az ókorra vezethető vissza. A Via Latina egyik állomása helyén alakult ki. A mai település alapítására vonatkozóan nincsenek pontos adatok. A következő századokban nemesi birtok volt. A 19. század elején, amikor a Nápolyi Királyságban felszámolták a feudalizmust Teano része lett. 1859-ben vált önálló községgé.

## Népessége
A népesség számának alakulása:

## Főbb látnivalói
- Santi Vincenzo e Anastasio-templom
- Santo Stefano-templom
- San Michele Arcangelo-templom